# Golden Earrings
Golden Earrings − amerykański film szpiegowski z 1947 roku.

## O filmie
Obraz wyreżyserował Mitchell Leisen, a w rolach głównych wystąpili Ray Milland i Marlene Dietrich. Jego akcja rozgrywa się na tle II wojny światowej. Opowiada historię członka brytyjskiej armii, granego przez Millanda, który w ucieczce przed Nazistami ukrywa się u Cyganki o imieniu Lydia (granej przez Dietrich). Mieszkając u niej opracowuje formułę nowego rodzaju broni chemicznej.
Film spotkał się ze średnim sukcesem, a kreacje Millanda i Dietrich uznane zostały za nieprzekonujące. Tytułową piosenkę, którą w filmie wykonuje Murvyn Vye, nagrała także Peggy Lee. Jej wersja stała się przebojem w latach 1947-48.

## Obsada
- Ray Milland jako Col Ralph Denistoun
- Marlene Dietrich jako Lydia
- Murvyn Vye jako Zoltan
- Dennis Hoey jako Hoff
- Quentin Reynolds jako on sam
- Reinhold Schünzel jako prof. Otto Krosigk
- Ivan Triesault jako major Reimann

## Oceny
| Źródło       | Ocena |
| ------------ | ----- |
| AllMovie     | [ 1 ] |
| Eye for Film | [ 2 ] |
| VideoVista   | [ 3 ] |